# Chris Harman
Chris Harman (8 novembre 1942 – 7 novembre 2009) est un journaliste, historien et militant politique britannique.

## Biographie

### Parcours politique
Issu d'une famille ouvrière, Chris Harman étudie au milieu des années 1960 à la London School of Economics, où il est l'un des animateurs de la gauche estudiantine, puis (avec d'autres comme Tariq Ali) de la Viêt Nam Solidarity Campaign, une organisation qui a mobilisé des centaines de milliers de Britanniques contre la guerre au Viêt Nam.
Il devient rapidement membre de la direction des International Socialists, la principale organisation de l'extrême gauche britannique, devenue depuis le Socialist Workers Party (SWP) (« Parti socialiste des travailleurs », trotskiste), et de son courant international, l'International Socialist Tendency. 
Harman est nommé rédacteur en chef de l'hebdomadaire du SWP, Socialist Worker dans les années 1970 et le reste (avec un bref intervalle) jusqu'en 2004. Il est rédacteur en chef de la revue théorique du SWP, International Socialism.
Il est l'auteur de plusieurs centaines d'articles, ainsi que d'ouvrages plus substantiels ayant comme thèmes, entre autres, l'histoire des luttes ouvrières et des mouvements révolutionnaires, la théorie marxiste et l'analyse du capitalisme contemporain, l'URSS et les pays de l'Europe de l'Est, l'attitude marxiste envers l'islam. Il a contribué à défendre la théorie développée par Tony Cliff, le fondateur du SWP, selon laquelle l'URSS et les autres pays se réclamant du « communisme » étaient en réalité des « capitalismes bureaucratiques d'État ».
Son ouvrage The Prophet and the Proletariat publié en 1994, qui propose une analyse des forces politiques islamistes au cas par cas est cité par des adversaires comme un exemple du processus de porosité entre les discours islamiste et gauchiste.

### Décès
Il meurt au Caire, en Égypte, le 7 novembre 2009, d'une crise cardiaque lors d'une conférence.

## Publications
(Liste partielle.) 
- Education, capitalism and the student revolt (1968)
- Russia: How the Revolution Was Lost[3] (1969)
- Unemployment and how to fight it (avec Dave Peers) (1971)
- The struggle in Ireland (1974)
- Why Labour fails (1979)
- New technology and the struggle for socialism (1979)
- The summer of 1981 : a post-riot analysis (1981)
- Days of Hope: The General Strike of 1926 (avec Duncan Hallas (en)) (1981)
- Gramsci versus Reformism (1983)
- Explaining The Crisis: A Marxist Reappraisal (Londres, 1984)  (ISBN 090622411X)
- The Changing Working Class: Essays on Class Structure Today (with Alex Callinicos) (Londres, Bookmarks, 1987)  (ISBN 0906224403)
- Russia: from workers' state to state capitalism (avec Peter Binns et Tony Cliff) (Londres, 1987)
- Class Struggles in Eastern Europe, 1945-1983 (Londres, 1988)  (ISBN 0906224470)
- The Fire Last Time: 1968 And After (Londres, 1988)  (ISBN 1898876355)
- The Revolutionary Paper (1991)
- In The Heat of the Struggle: 25 Years of Socialist Worker (dir.) (avec une introduction de Paul Foot) (1993)  (ISBN 0906224942)
- Economics Of The Madhouse: Capitalism and the Market Today (Londres, 1995)  (ISBN 1898876037)
- How Marxism Works (Londres, 1997)  (ISBN 1898876274)
- The Lost Revolution: Germany 1918-23 (Londres, 1997)  (ISBN 1898876223)
- Marxism And History: Two Essays (Londres, 1998)  (ISBN 1898876312)
- The Prophet And The Proletariat: Islamic fundamentalism, class and revolution[4] (Londres, 1999)  (ISBN 1898877181)
- A People's History of the World (Londres, 1999)  (ISBN 189887655X), traduction française Une histoire populaire de l'humanité (Paris, Éditions La Découverte, 2011)  (ISBN 978-2707167903)
- Zombie Capitalism: Global Crisis and the Relevance of Marx (Londres, 2009)  (ISBN 9781905192533)

Certains articles de Harman ont été traduits en français, et ses idées sont reprises et développées dans les publications de trois petites organisations politiques françaises :
- Socialisme international (qui publie une revue[5] du même nom).
- Un courant de la Ligue communiste révolutionnaire issu de Socialisme par en bas (SPEB), qui publie la revue Que faire ?[6].
- L'association Marxistes Unitaires[7], dans laquelle Socialisme International s'est intégré, qui publie le périodique Anticapitaliste où sont éditées des brochures reprenant les écrits de Chris Harman.

#### Textes en ligne

##### En français
- Archive de textes en ligne sur l'Archive Internet des Marxistes
- Le Prophète et le Prolétariat
- Les travailleurs du monde
- 1968 : quand la France prit feu
- Le taux de profit et le monde d'aujourd'hui
- La crise dans les années 1930 et aujourd'hui
- C. Harman : La révolution perdue – Allemagne 1918-1923 (1982) (166 pages)

##### En anglais
- Archive de textes en ligne sur l'Archive Internet des Marxistes